# 柏木浩一
柏木 浩一（かしわぎ こういち、1946年 - ）は、日本の建築家である。

## 経歴
- 1946年 兵庫県生まれ
- 1968年 神戸大学工学部建築学科を卒業、竹中工務店へ入社。
- 設計課長、設計部長を経る。
- 1999年 竹中工務店設計部プリンシパル・アーキテクト（筆頭建築家）に就任
- 2001年 竹中工務店を退社
- 2002年 有限会社アビタ1級建築士事務所を開設
- 2003年～2011年　兵庫県立大学（旧姫路工業大学）環境人間学部教授

## 主な著書
- 『関西の建築家』共著（日本建築協会）1987
- 『インテリア・アイデンティティー』共著（学芸出版社）1990
- 『アトリウムの計画とデザイン』共著（建築技術）1993
- 『建築情報整理・活用マニュアル』共著（学芸出版社）1997
- 『建築をめぐって――予刻』共著（竹中工務店設計委員会）1997
- 『FOR THE NEXT STAGE』共著（建築画報社）1999
- 『建築概論』共著（学芸出版社）2003
- 『建築家であること』共著（日経BP社）2003
- 『建築家のメモ』共著（丸善）2004

## 主な作品
- 「神戸山手女子短期大学3号館」遠藤公介と共作（新建築）1986.10
- 「吉村邸」福垣哲朗と共作（新建築）1987.5
- 「金沢朝日ビル」山本匡と共作（新建築）1987.10
- 「日光自動車学校」池辺修一と共作（新建築）1988.9
- 「東京ブラウス大阪店」増田俊哉と共作（新建築）1989.4
- 「立正佼成会神戸教会」山本匡と共作（新建築）1991.8
- 「レストラン潮」酒井利行と共作（GA・Japan）1993.夏
- 「神戸国際中高等学校」山本匡と共作（GA・Japan）1994.9～10
- 「岸和田中井医院」増田俊哉と共作（日経アーキテクチュア）1994.11
- 「兵庫大学経済情報学部」山本匡と共作（日経アーキテクチュ）1995.9.11
- 「神戸改革派神学校」酒井利行と共作（日経アーキテクチュア）1997.2
- 「アシックススポーツ工学研究所」酒井利行と共作（新建築）1997.12
- 「睦学園高倉台尚風館」山本匡と共作（新建築）1998.3
- 「保養所ビラ・ラメール」増田俊哉と共作（学会・作品選集）1998
- 「賢島ミキハウス荘」角田暁治と共作（新建築）1998.7
- 「須磨之浦女子高校」山本匡と共作（学会・作品選集）1999
- 「オカザキビル」酒井利行と共作（学会・作品選集）1999
- 「三輪運輸工業本社ビル」森田昌宏と共作（新建築）1999.9
- 「兵庫大学健康科学部」山本匡と共作（新建築）2001.4
- 「関西学院会館」山本匡と共作（学会・作品選集）2002

## 主な展覧会
- 「現代建築家122人」展（大阪K-2ギャラリー）1991
- 「現代建築家100人」展（東京YKK R&Dセンター）1993
- 「木南会」作品展（神戸サンチカホール）1993
- 「竹中の静かな風・柏木浩一とその仲間たち」展（東京銀座建築家倶楽部）1998
- 「竹中の静かな風・柏木浩一とその仲間たち」展（大阪ユニオンギャラリー）1998
- 「アルヴァ・アアルト生誕100年記念国際コンペ 受賞」作品展（東京フィンランド大使館）1998
- 「都市景観から見た建築」展（泉佐野センタービルディング）1998
- 「木南会都市建築」作品展（神戸サンチカホール）1998
- 「作品選集1999」作品展（大阪工業技術専門学校）1999